# Gian Giacomo Dalmasso
Gian Giacomo Dalmasso, inizialmente noto in ambito artistico con lo pseudonimo di Asso (Voghera, 21 agosto 1907 – Milano, 12 settembre 1981) è stato un fumettista, umorista e militare italiano.

## Il primo periodo

### Giovinezza e carriera militare
Di origine pavese, figlio di un insegnante di lettere spesso trasferito in varie zone d'Italia, Gian Giacomo Dalmasso è un ragazzo che ama scrivere poesie e racconti; attratto dalla vita avventurosa, al termine del liceo classico, frequentato a Catanzaro, si iscrive all'Accademia Militare di Modena. Nell'ambito del colonialismo italiano viene assegnato ai reparti meharisti, raggiungendo presto il grado di capitano, e ottenendo l'incarico di comandante di sottozona a Ghat, in Libia. Divenuto colonnello dei bersaglieri, sempre di stanza in Africa settentrionale, nel 1943 consegue il brevetto di paracadutista e partecipa alla Seconda guerra mondiale.
Al termine del conflitto, Dalmasso rientra in Italia, si sposa e si stabilisce a Milano; nel capoluogo lombardo continua la carriera militare ma in modo decisamente più prosaico, svolgendo la funzione di capoufficio di reclutamento del distretto di Milano, fino a che non si crea una seconda attività.

### Carriera umoristica
Gian Giacomo Dalmasso riscopre la sua passione per la scrittura ed entra in contatto con la redazione del settimanale umoristico Fradiavolo, diretto da Guido Martina (anch'egli futuro fumettista); preferendo mantenere anche la carriera militare, comincia a scrivere per la testata alcuni articoli satirici, firmandoli con lo pseudonimo di Asso.

### Carriera fumettistica
Nel 1947 inizia a dedicarsi alla scrittura di fumetti. Dalmasso viene assunto alla Casa Editrice A.R.C. di Pasquale Giurleo e intreccia un sodalizio con i disegnatori Ingam (Enzo Magni) e Ferdinando Tacconi. Subito nascono Tom Mix, ispirato ai ruoli creati dall'omonimo attore del cinema western (89 albi tra aprile 1947 e dicembre 1948, creato graficamente da Ingam), e adattamenti a fumetti di classici della letteratura per ragazzi per gli albi de I Capolavori, come Robinson Crusoè (disegnato però da Lino Jeva). Ma soprattutto nascono la sensuale tarzanide Pantera Bionda (108 albi tra l'aprile 1948 e il giugno 1950, creata graficamente da Ingam), ai tempi molto popolare, e l'atletica reporter Miss Diavolo (28 albi tra il novembre 1948 e l'aprile 1949, creata graficamente da Tacconi); entrambe sono eroine sexy e costano all'editore Giurleo sequestri e processi. 
Dalmasso in questi anni continua a ideare personaggi protagonisti di storie avventurose, a cui Ingam o Tacconi o altri danno vita; nascono così il western Aquila Bianca (Ingam), Jack il Pilota e Grim l'Esploratore (Tacconi), serie A.R.C. uscite tutte all'interno dell'unico anno 1949. Nello stesso anno esce e si conclude un altro western, King Prater, disegnato da Brams, ossia Onofrio Bramante. Sempre nel 1949, a novembre, Dalmasso e Ingam danno vita a TIM - Il piccolo vagabondo, che termina poco più di un anno dopo, mentre nel 1950, da gennaio a dicembre, esce il western Tom Bill, creato graficamente da Lina Buffolente, una continuazione del concluso Tom Mix. Nello stesso 1950 Dalmasso lascia l'esercito, rimanendo però nella riserva militare.
Come ultimo atto per Pasquale Giurleo, Dalmasso crea Il Piccolo Centauro, fumetto educativo a sfondo mitologico creato graficamente da Franco Bignotti uscito tra il novembre 1950 e il febbraio 1951 per la neonata Casa Editrice Gioventù, un tentativo di Giurleo di riabilitarsi, che termina pochi mesi prima della sua prematura scomparsa, nel luglio 1951.
Da gennaio a ottobre 1951, Dalmasso è impegnato presso le Edizioni Torelli con l'avventuroso Nat del Santa Cruz, creato graficamente da Ferdinando Tacconi; nello stesso anno, costretto a staccarsi definitivamente dalla Casa Editrice A.R.C., inventa una nuova eroina esotica, Naja Regina della Jungla, che esce in 8 albi da ottobre a dicembre, creata graficamente da Vincenzo Chiomenti, che ne è anche, in modo sperimentale, l'editore. Da dicembre 1951 a gennaio 1952 escono invece i pochi albi del western 7° Lancieri, per le Edizioni Nika di Gianni De Simoni, coi disegni di Mario Cubbino, mentre El Bravo è un giustiziere mascherato che agisce nel west, ed esce dal marzo 1952 al novembre 1955 per le Edizioni Torelli, creato graficamente da Franco Bignotti. In questo periodo Dalmasso sceneggia per la prima volta episodi di un personaggio creato da un altro fumettista, Piccolo Sceriffo, per le Edizioni Torelli, e collabora ai fumetti del Corriere dei Piccoli. Dal marzo 1956 al febbraio 1957 è invece impegnato a far rivivere in 24 albi disegnati da Vincenzo Chiomenti la figura di Davy Crockett, nell'ambito della collana Belle Avventure, delle Edizioni Alpe. Alcuni fumetti di Dalmasso vengono tradotti per il mercato francese.

## Il secondo periodo: la carriera alla Disney
Nel 1958 Gian Giacomo Dalmasso inizia a lavorare per i periodici Disney, allora editi dalla Arnoldo Mondadori Editore. Il direttore responsabile di Topolino Mario Gentilini lo assume con l’incarico di revisionare e coordinare le sceneggiature degli altri fumettisti, oltre che come ideatore e sceneggiatore di nuove storie a fumetti, ovviamente legate ai personaggi Disney. Attento analista delle varie sceneggiature altrui, Dalmasso per oltre due decenni ne smussa le espressioni eccessivamente esuberanti e ne corregge gli errori di scrittura; alla Disney diventa una sorta di professore, e nelle storie vi si trova una sua presenza costante.
La sua prima sceneggiatura personale è invece per la storia Paperino e gli uomini leopardo, con i disegni di Giulio Chierchini, uscita sul mensile Almanacco Topolino del marzo 1959. Fin da subito Dalmasso si specializza sia in storie lunghe e avventurose che in storie a tema, rispettando il calendario, ad esempio pubblicando storie natalizie puntualmente sotto le festività del Natale, e storie con streghe e fantasmi verso Halloween.
Dalmasso, che rimane alla Disney fino alla morte, instaura inoltre una proficua collaborazione con il disegnatore Giuseppe Perego, che più di ogni altro artista dà vita ai suoi testi. I due realizzano anche i prologhi e gli intermezzi inediti di raccordo fra le storie pubblicate in ristampa nel periodico I Classici di Walt Disney, anche se talvolta Dalmasso è affiancato da un altro disegnatore.
Dalmasso si rivela autore di storie di ottimo livello, tra le quali si ricordano le parodie Paperin Amleto Principe di Dunimarca (apparsa su Topolino nn. 226-227-228, usciti a gennaio-febbraio 1960), rilettura dell'Amleto di William Shakespeare, e Topolino corriere dello Zar (apparsa su Topolino nn. 553-554, usciti nel luglio del 1966), rilettura del Michele Strogoff di Jules Verne; entrambe le storie sono disegnate da Giovan Battista Carpi. Altre sue storie memorabili sono I sette nani e l'incantesimo di Natale (apparsa su Almanacco Topolino del dicembre 1960), disegnata da Giuseppe Perego, Paperino e i propositi di Capodanno (apparsa su Almanacco Topolino del gennaio 1961), disegnata da Giovan Battista Carpi, Zio Paperone e il Ferragosto antartico (apparsa su Almanacco Topolino dell'agosto 1961), disegnata da Giulio Chierchini e Paperino calciatore (apparsa inedita nel maggio 1974 su I Classici di Walt Disney in occasione del Campionato mondiale di calcio 1974), disegnata da Marco Rota.
Nelle storie disneyane di Dalmasso è spesso evidente una vena satirica sul capitalismo e la contemporaneità.
Gian Giacomo Dalmasso muore il 12 settembre 1981 e viene sepolto al Cimitero Maggiore di Milano. I suoi prologhi e raccordi inediti su I Classici di Walt Disney continuano ad essere pubblicati postumi fino al 1982.
I suoi resti vengono in seguito posti in una celletta.

## Curiosità
Già esistente il termine fantastilione (appare addirittura nel titolo di una storia di Guido Martina e Giuseppe Perego del 1957, Paperino e il Giubileo del Fantastilione), sembra essere attribuibile a Dalmasso l'invenzione del termine fantastiliardo, anche in questo caso a proposito delle ricchezze di Paperon de' Paperoni; entrambi sono vocaboli entrati nel parlare corrente e nei dizionari della lingua italiana.